# Stephen C. Johnson
Stephen Curtis Johnson informatikus, aki közel 20 évig dolgozott a Bell Labs és az AT&T cégeknél. Leginkább a Yacc, a Lint, a spell és a Portable C Compiler révén ismert, amelyek hozzájárultak a Unix és a C elterjedéséhez. Olyan különböző területeken is közreműködött, mint a számítógépes zene, a pszichometria és a VLSI tervezés.

## Fiatalkora
Johnson számítástechnika iránti szenvedélye ötéves korában kezdődött, amikor nagyapja magával vitte őt a szabványügyi hivatalba, ahol dolgozott. A számítógép, amelyet látott („akkora volt, mint egy kis ház”), nagy benyomást tett rá, és elhatározta, hogy „számítógépekkel akar dolgozni, és azóta sem nézett vissza”.
A főiskolán nem voltak informatikaórák, ezért matematikát tanult, amelyből végül doktori címet szerzett.

## Karrier

### Bell Labs és AT&T
Johnson az 1960-as években csatlakozott a Bell Labshez és az AT&T-hez, és közel 20 évig dolgozott a Unix eszközökön, olyan informatikusok mellett, mint Jeffrey Ullman, Dennis Ritchie és Alfred Aho. Leginkább a Yacc, a Lint, és a Portable C Compiler megírásáról volt ismert.
Az 1970-es évek közepén Johnson és a Bell munkatársa, Dennis Ritchie közösen írták az első AT&T Unix portot. Azt is „demonstrálták, hogy a Unix hordozható”, amit Ritchie a Unix széles körű elterjedéséhez vezető mérföldkőnek tart. Az 1980-as évek közepén a UNIX Nyelvi Osztályának (UNIX System V) vezetője volt.
Johnson a 70-es évek elején fejlesztette ki a Yacc-ot, mert egy kizáró vagy operátort akart beilleszteni Ritchie B nyelvi fordítójába. A Bell Labs munkatársa, Alfred Aho javasolta, hogy nézze meg Donald Knuth LR-elemzéssel kapcsolatos munkáját, amely a Yacc alapjául szolgált. Egy 2008-as interjúban Johnson azt mondta, hogy „a Yacc hozzájárulása a Unix és a C elterjedéséhez az, amire a legbüszkébb vagyok”. A Lint-et 1978-ban fejlesztették ki, miközben Johnson a C-re írt Yacc nyelvtant javította, és a Unix 32 bites gépre való átültetéséből adódó hordozhatósági problémákkal küzdött.

### Silicon Valley
1986-ban Johnson a Szilícium-völgybe költözött, ahol több startup céghez csatlakozott, ahol főként fordítókon, de 2D és 3D grafikán, tömegesen párhuzamos számításokon és beágyazott rendszereken is dolgozott. A startupok között volt a Dana Computer, Inc., a Melismatic Software és a Transmeta, amely alacsony fogyasztású, Intel-kompatibilis mikroprocesszorokat gyártott.
Johnson tíz éven át volt a USENIX igazgatótanácsának tagja, ebből négy évig elnökként az 1990-es évek elején. Jelenleg a USENIX képviselője a Computing Research Associationben.

### Későbbi karrier
2002-ben Bostonba költözött, hogy a MathWorksnél dolgozzon, ahol segített a MATLAB programozási nyelv front endjének karbantartásában, amelyhez egy M-Lint nevű Lint terméket is készített. A MathWorks alapítójával, Cleve Molerrel egy szilícium-völgyi startup cégnél dolgozva ismerkedett meg, és az 1990-es években „távoli tanácsadói kapcsolatot” alakított ki vele.
2018-tól Johnson a kaliforniai Morgan Hillben élt, ahol a Wave Computingnál a gépi tanuláshoz használt energiahatékony számítógépeken dolgozott.

## Fordítás
- Ez a szócikk részben vagy egészben  a   Stephen C. Johnson című angol Wikipédia-szócikk fordításán alapul.  Az eredeti cikk szerkesztőit annak laptörténete sorolja fel. Ez a jelzés csupán a megfogalmazás eredetét és a szerzői jogokat jelzi, nem szolgál a cikkben szereplő információk forrásmegjelöléseként.